# Funke Mediengruppe

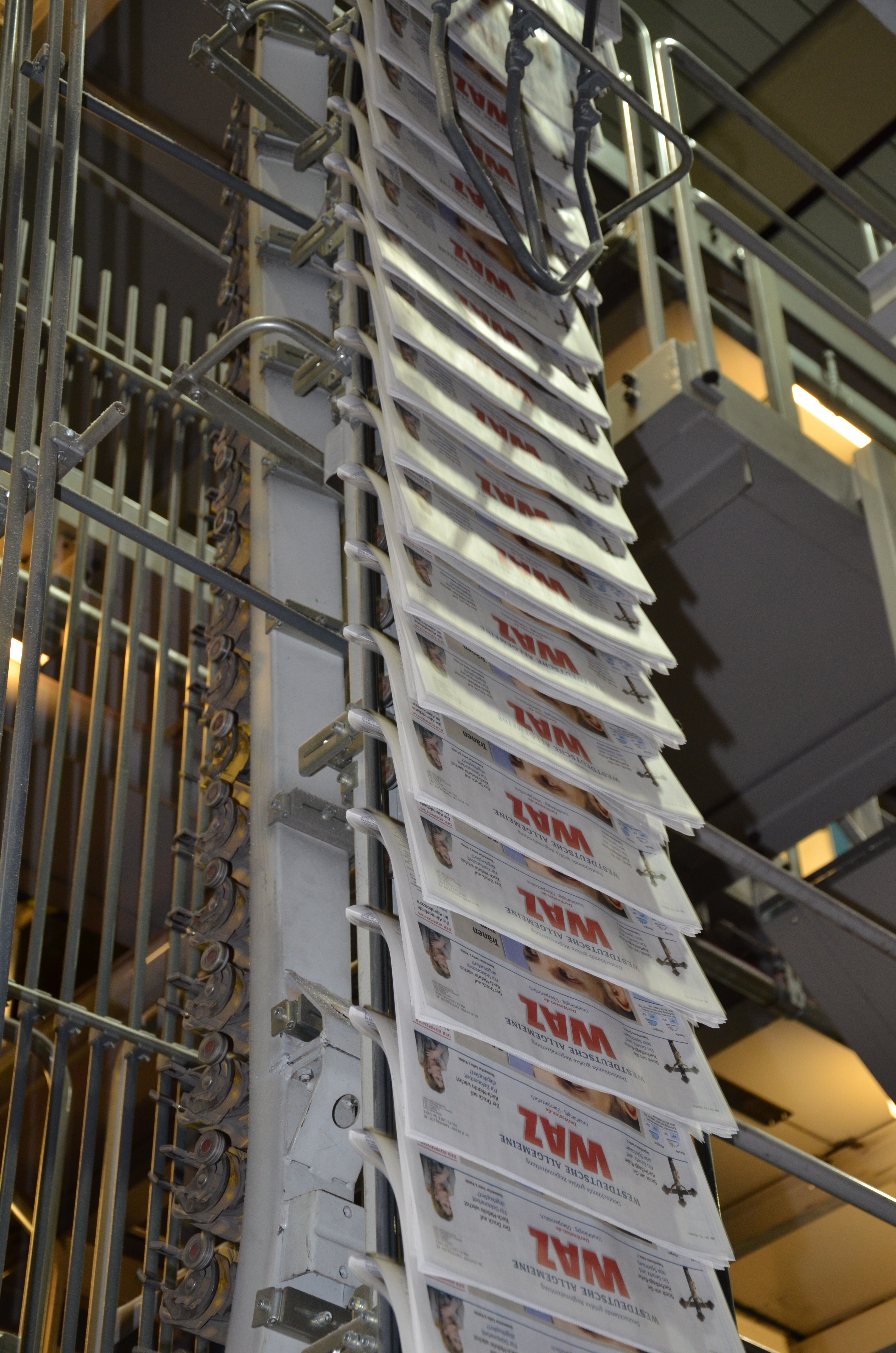

Funke Mediengruppe, anciennement WAZ-Mediengruppe, est un groupe de média allemand, basé à Essen. Il possède le journal régional centré sur la Ruhr, Westdeutsche Allgemeine Zeitung, les magazines Gong et Die Aktuelle.

## Histoire
Le groupe de médias WAZ était détenu par les familles Borst et Funke. En 2012, la famille Funke a racheté les parts de la famille Borst et a rebaptisé le groupe Funke Mediengruppe.
En décembre 2010, Funke Mediengruppe vend ses activités en Bulgarie.
En juillet 2013, Axel Springer vend sa presse régionale dont le Berliner Morgenpost ou le Hamburger Abendblatt, de télévision et féminine pour 920 millions d'euros à Funke Mediengruppe.